# Basilique Saint-Apollinaire-le-Neuf
La basilique Saint-Apollinaire-le-Neuf (Sant'Apollinare Nuovo), est un des édifices religieux de la ville de Ravenne, construite au début du VIe siècle sur ordre du roi ostrogoth Théodoric le Grand, à proximité de son palais. Elle est connue pour son ensemble de mosaïques du VIe siècle.

## Histoire

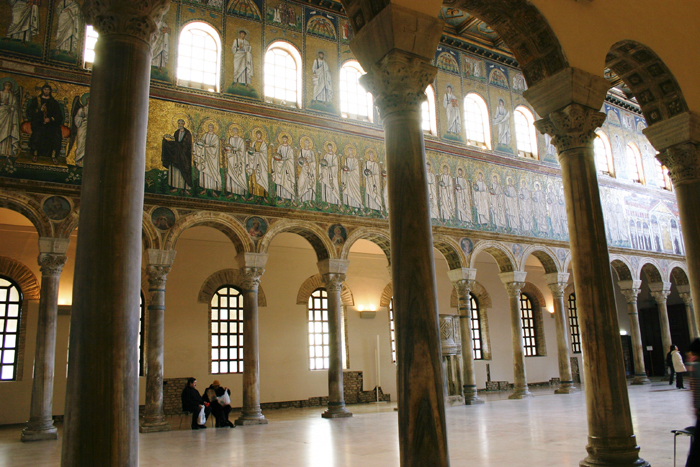
Ensemble de la nef et du cycle des mosaïques

La basilique fut construite entre 493 et 526 par le roi ostrogoth Théodoric le Grand, à proximité du palais, pour le culte arien.
Après la reconquête de l'Italie et de Ravenne par l'Empire romain d'Orient, en 540, les autorités impériales attribuèrent la basilique à l'orthodoxie chrétienne, et les autres édifices précédemment liés aux Goths et à l'arianisme furent eux aussi reconvertis.
la basilique est emblématique, puisque le bandeau continu situé au-dessus des arcs de la nef présentait, sur toute sa longueur, un immense cycle de mosaïques illustrant les thèmes propres à l'arianisme. L'évêque Agnellus ordonna donc leur destruction partielle et une redécoration radicale, dans laquelle ne furent conservés que les ordres les plus hauts, représentant la Vie du Christ, les saints et les prophètes, tandis que dans la partie basse, la plus visible pour l'observateur, en dehors de deux vues du port de Classis et du Palatium de Théodoric, tous les portraits, représentant probablement le roi ostrogoth et sa cour, ont disparu et furent remplacés par les fresques et mosaïques que l'on peut voir aujourd'hui.
La basilique fut alors consacrée à saint Martin de Tours, fameux pour son action de lutte contre l'hérésie, avant de l'être finalement à saint Apollinaire, premier évêque de Ravenne au IXe siècle, après la translation de ses reliques à l'intérieur de la ville.

## Description

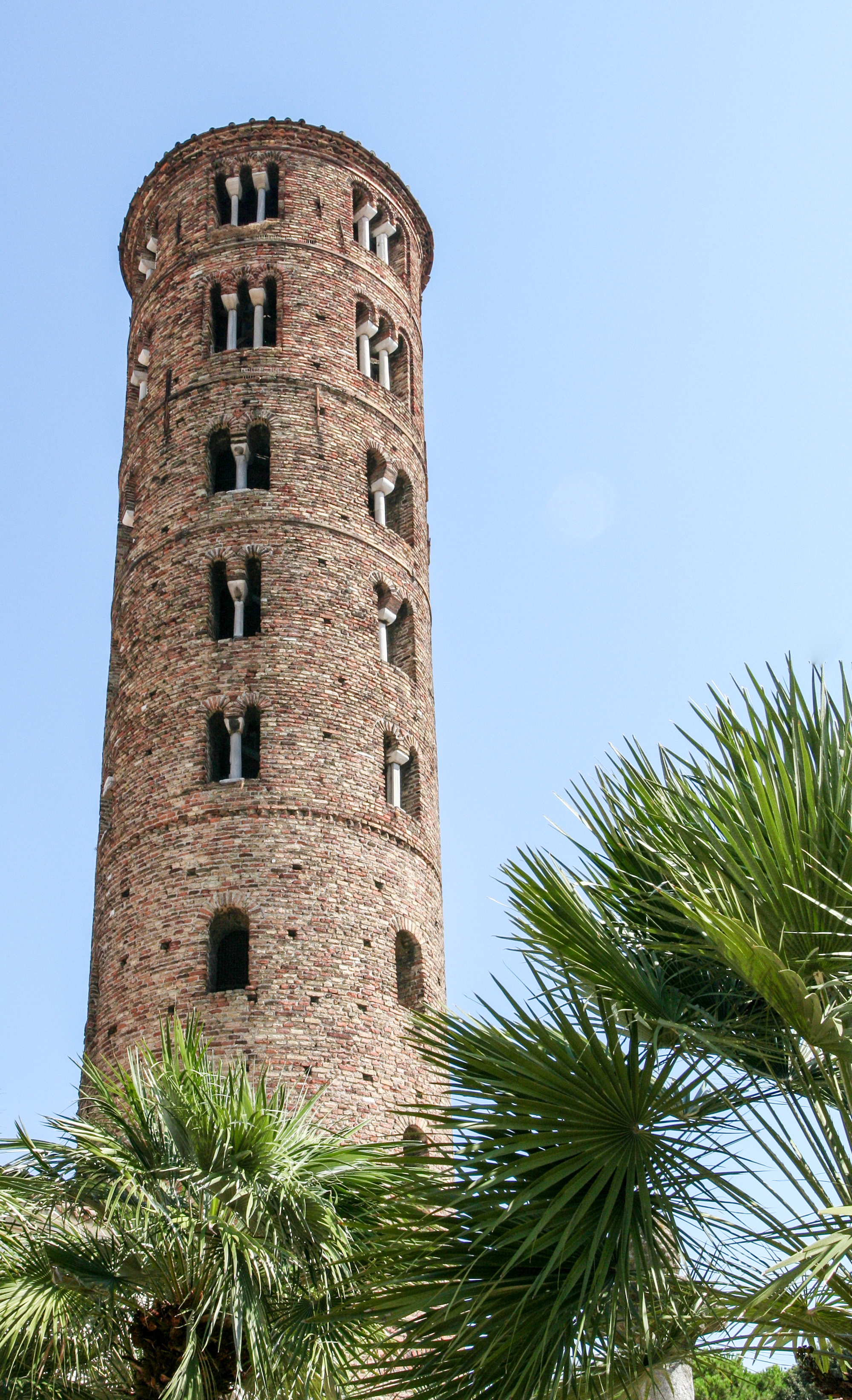
Le campanile.

La basilique est bâtie sur un plan à trois vaisseaux. Elle est dépourvue de portique et précédée du seul narthex, élément appelé généralement, dans la région de Ravenne, « àrdica », adaptation du mot byzantin nàrtheka, lui-même issu du grec classique νάρθηξ (nàrthex), « cassette ».
Extérieurement, la basilique présente une façade à galerie couverte, construite en brique, avec des lignes de trous de boulins. La partie supérieure est percée d'une fenêtre double en marbre, surmontée de deux autres ouvertures minuscules conjointes. Le narthex a un toit à simple pente, qui descend vers des colonnes de marbre blanc, contrastant avec le reste du bâtiment. Sur la droite du narthex se détache un campanile haut de plus de 38 m, de brique, de plan circulaire, ajouré de fenêtres simples, puis doubles, enfin triples, selon une disposition classique de la région.
La nef centrale donne accès à deux bas-côtés par douze paires d'arcs soutenus par des colonnes. Elle se termine par une abside semi-circulaire, en cul-de-four.

## Mosaïques

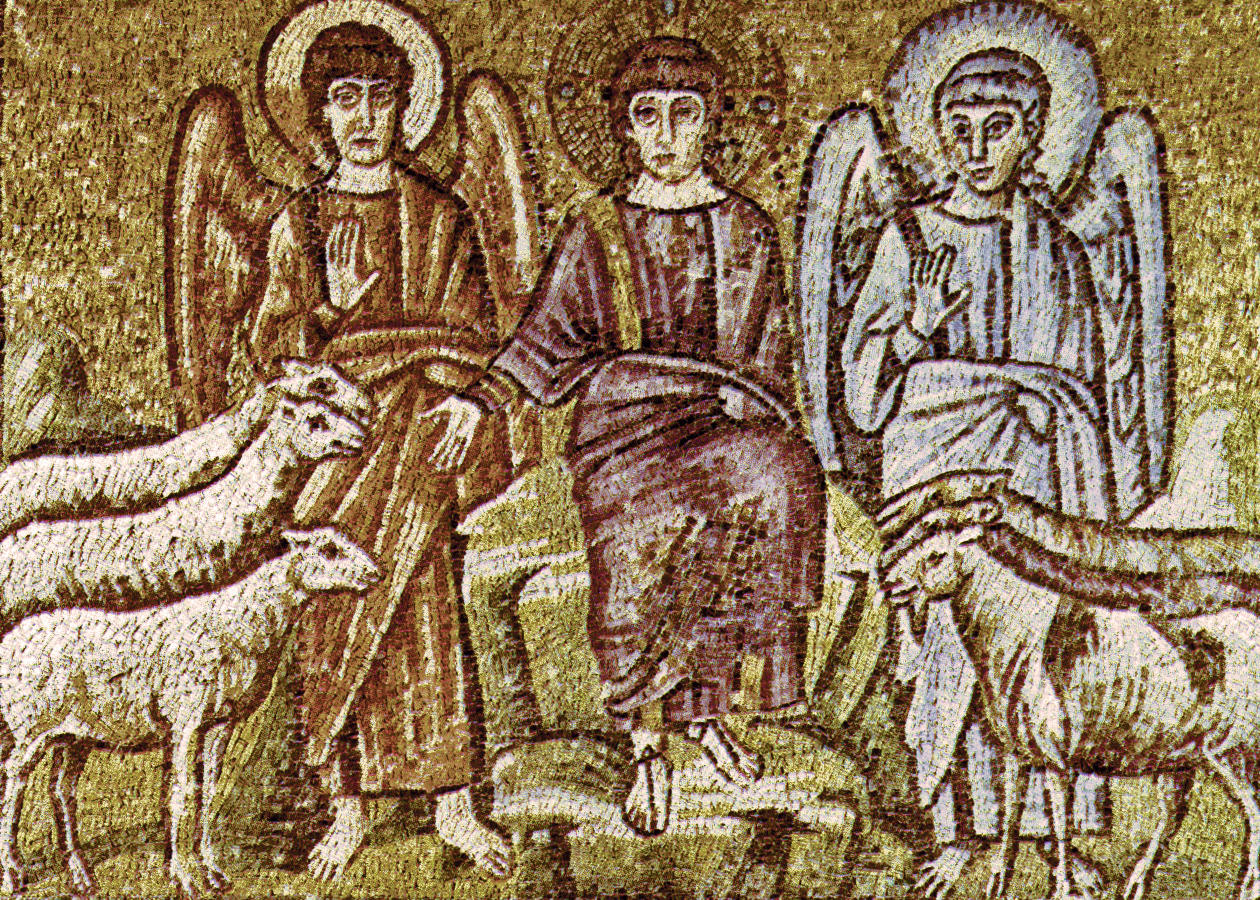
Le Christ sépare les chèvres et les brebis

Comme toutes les églises de Ravenne de la période impériale (jusqu'en 476), ostrogothique (jusqu'en 540) et byzantine (à partir de 540), la basilique Sant'Apollinare Nuovo est ornée de majestueuses mosaïques polychromes. Ces mosaïques n'appartiennent pas toutes à la même époque : les unes remontent à Théodoric, et d'autres à la redécoration voulue par l'évêque Agnello, lors de la consécration de l'édifice au culte nicéen.
Les murs de la nef centrale présentent trois zones bien distinctes de décoration en mosaïques.

### Mosaïques du registre supérieur

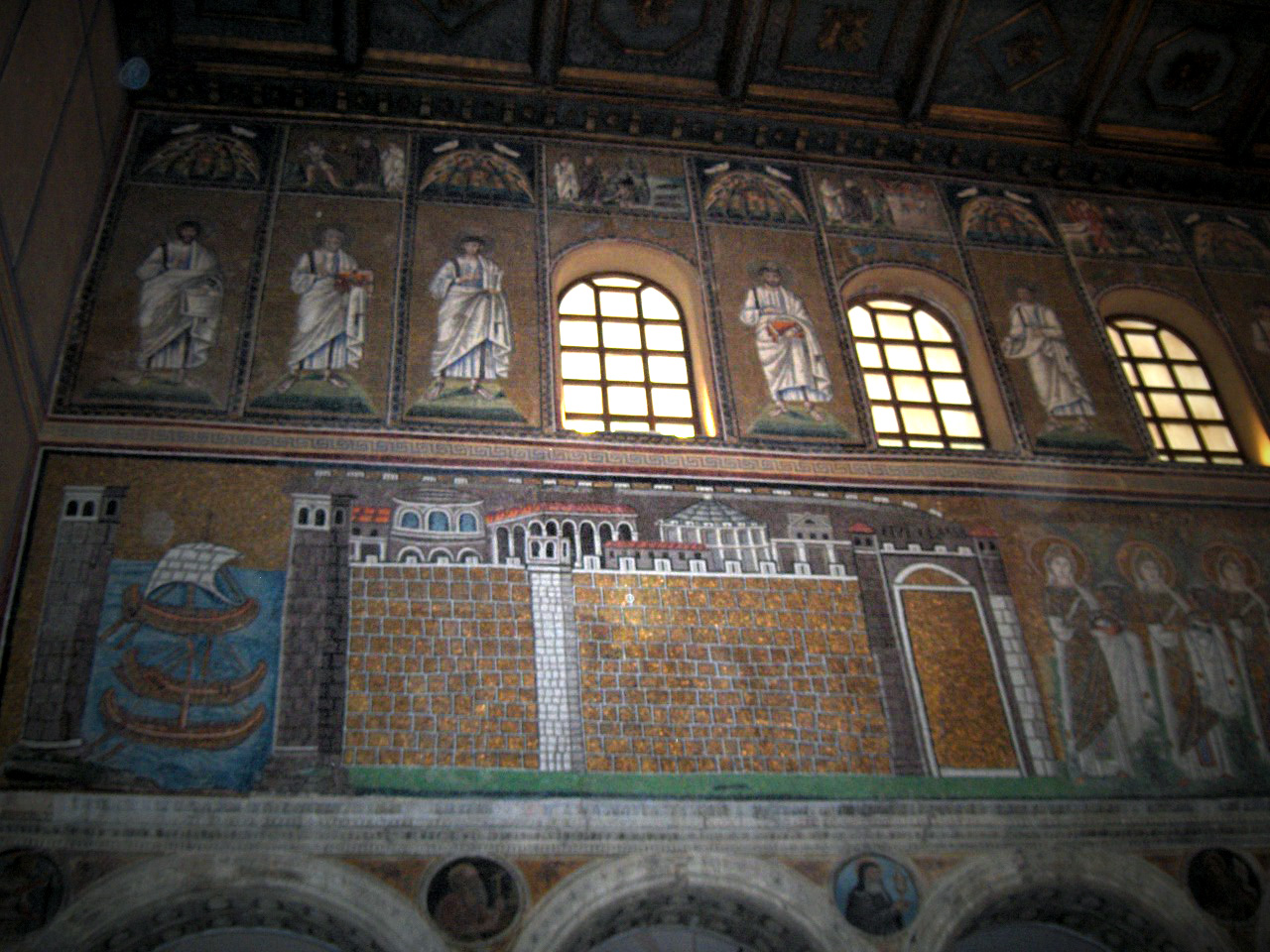
Les trois registres de mosaïques et le port de Classis

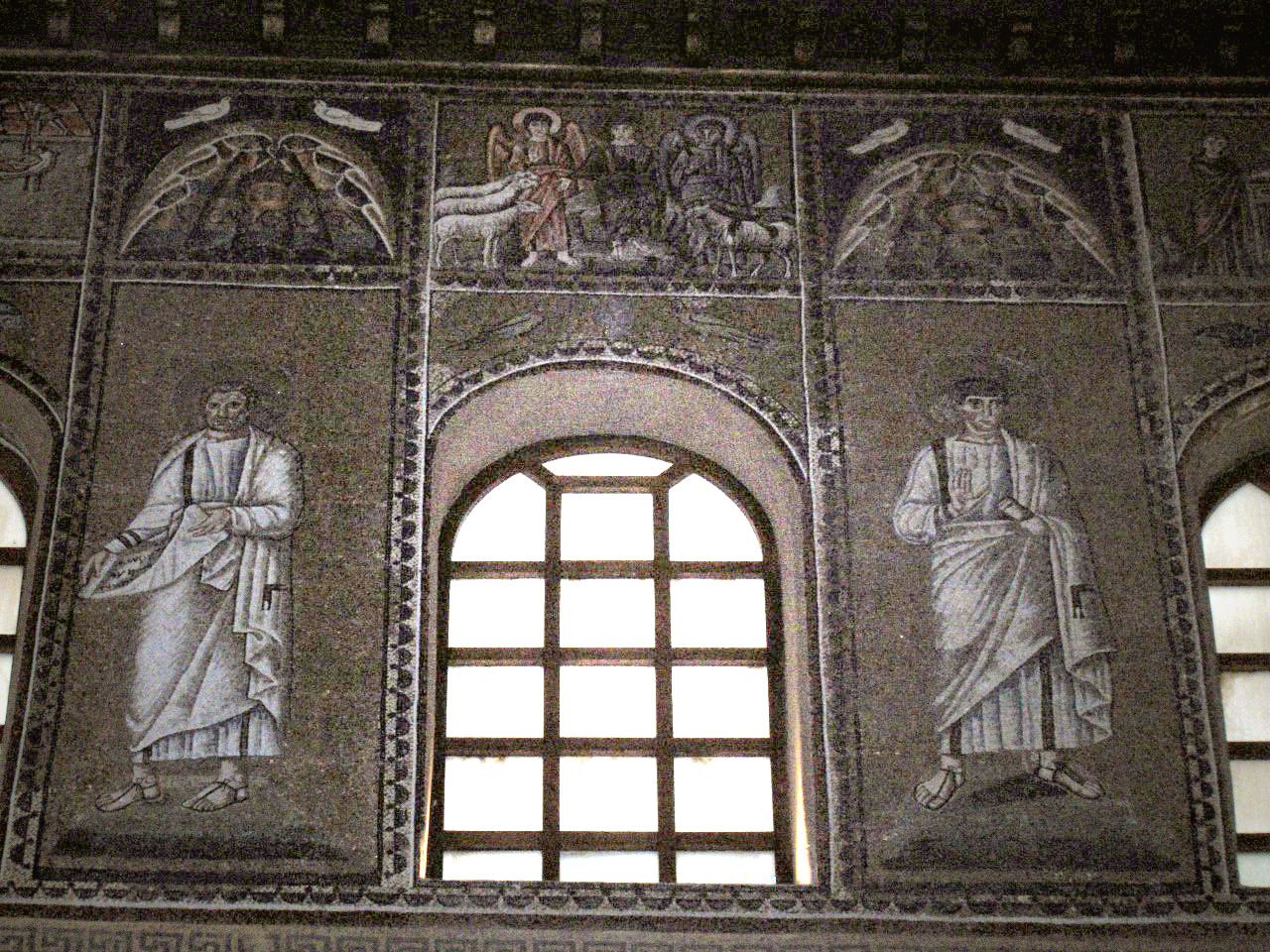
Registres haut et médian

Le registre le plus élevé est décoré de panneaux alternant des motifs à deux colombes et des scènes du Nouveau Testament (au-dessus des fenêtres), montrant la Vie du Christ. Celles-ci sont traitées en détail, alors que leur situation n'en rend pas la lecture aisée. Certaines de ces scènes donnent une idée de l'évolution de l'art de la mosaïque au temps de Théodoric. La scène du Christ séparant les chèvres des brebis rappelle celle du Bon Pasteur du Mausolée de Galla Placidia, mais, à un siècle de distance, les différences sont notables : elles ne sont plus disposées dans un espace en profondeur, mais semblent plaquées les unes sur les autres, avec de nombreuses simplifications - par exemple, certains animaux n'ont pas de pattes. La frontalité rigide et la perte de la perception des volumes donnent au Christ et aux anges une allure hiératique typiquement romaine d'Orient. Dans le panneau figurant la Cène, le Christ et les apôtres sont traités à la manière des représentations paléochrétiennes romaines, et les personnages sont proportionnées en raison leur importance hiérarchique, comme dans l'art tardif « provincial » ou « plébéien ».

### Mosaïques du registre médian
Le registre médian alterne avec les fenêtres qui encadrent de solides figures de saints et prophètes aux longues robes ombragées et délicatement drapées. Ils apparaissent nettement en perspective, malgré le fond d'or indéfini sur lequel ils se détachent.

### Mosaïques du registre inférieur

#### Le palais de Théodoric

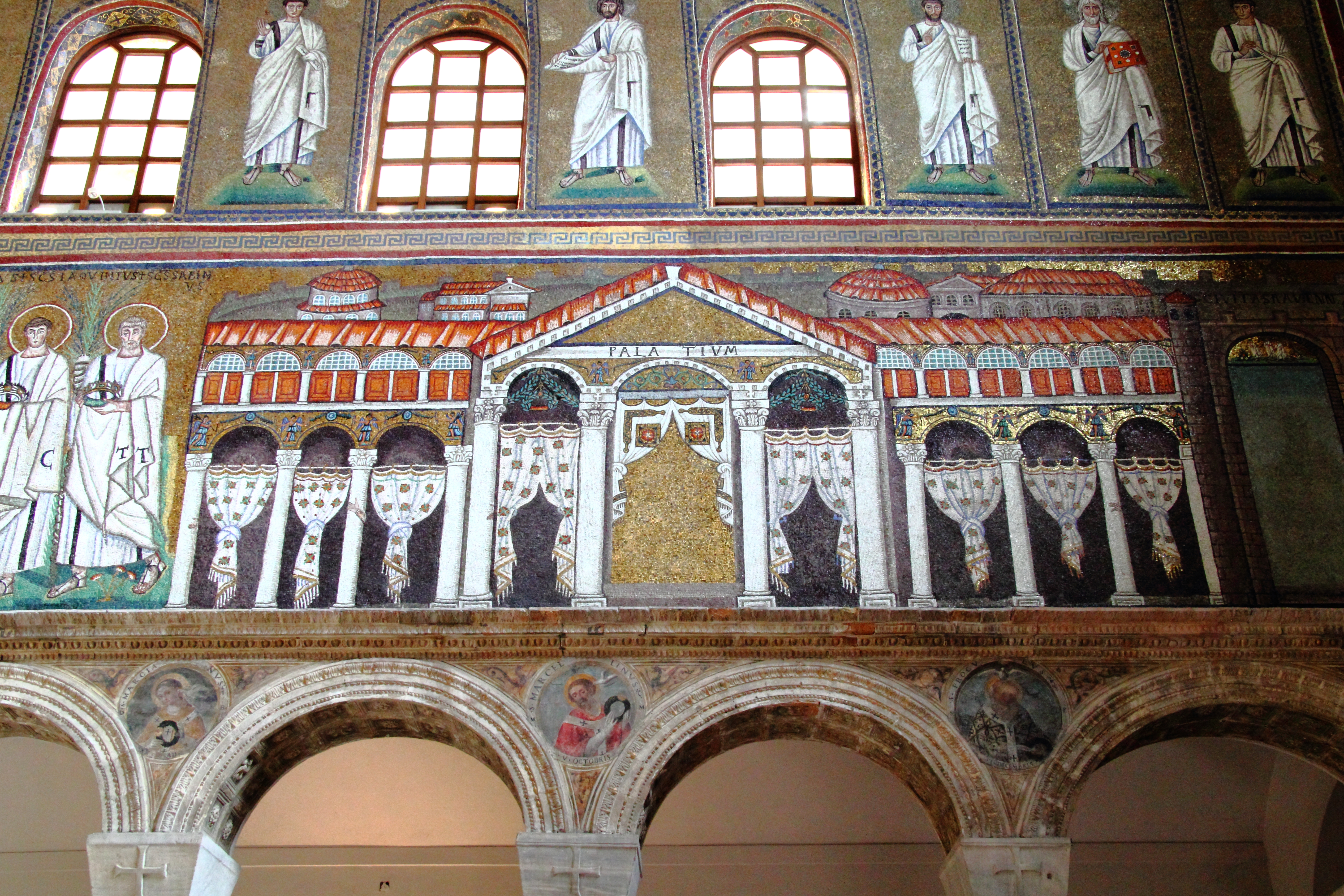
Palais de Théodoric

Le registre inférieur des mosaïques est le plus important, mais aussi le plus altéré. Le bandeau droit (en regardant vers l'abside) s'ouvre par une figure du fameux palais de Théodoric, identifiable par l'inscription latine PALATIVM (palais) lisible au bas du fronton.
L'intérieur du palais est représenté en perspective rabattue : ce que l'on voit correspond à trois faces du péristyle, juxtaposés de face sur un seul plan, comme s'ils étaient dépliés. Entre les colonnes sont disposés des rideaux blancs brodés d'or qui remplacent des personnages effacés, voués à ce que les Anciens appelaient damnatio memoriae : ont ainsi disparu, laissant à peine, çà et là, quelques différences de couleurs dans la mosaïque, Théodoric (de manière quasi certaine), mais aussi son entourage et les membres de sa cour. Plusieurs des colonnes ont même conservé leurs mains que, curieusement, l'on n'a pas pris la peine d'effacer.
Les colonnes qui soutiennent les arcs de l'édifice sont blanches et élancées, évoquant le marbre, et sont surmontées de chapiteaux corinthiens. Au-dessus des arcs sont figurés des anges qui tendent des festons de rameaux et de fleurs, en une longue ligne de basses arches protégées par des garde-corps et surmontées de tuiles. Il s'agit probablement d'une longue terrasse couverte.
À la partie supérieure du panneau, au-dessus des toits du palais, sont figurés des monuments circulaires ou à plan basilical, qui représentent symboliquement la ville de Ravenne.

#### Le port de Classis

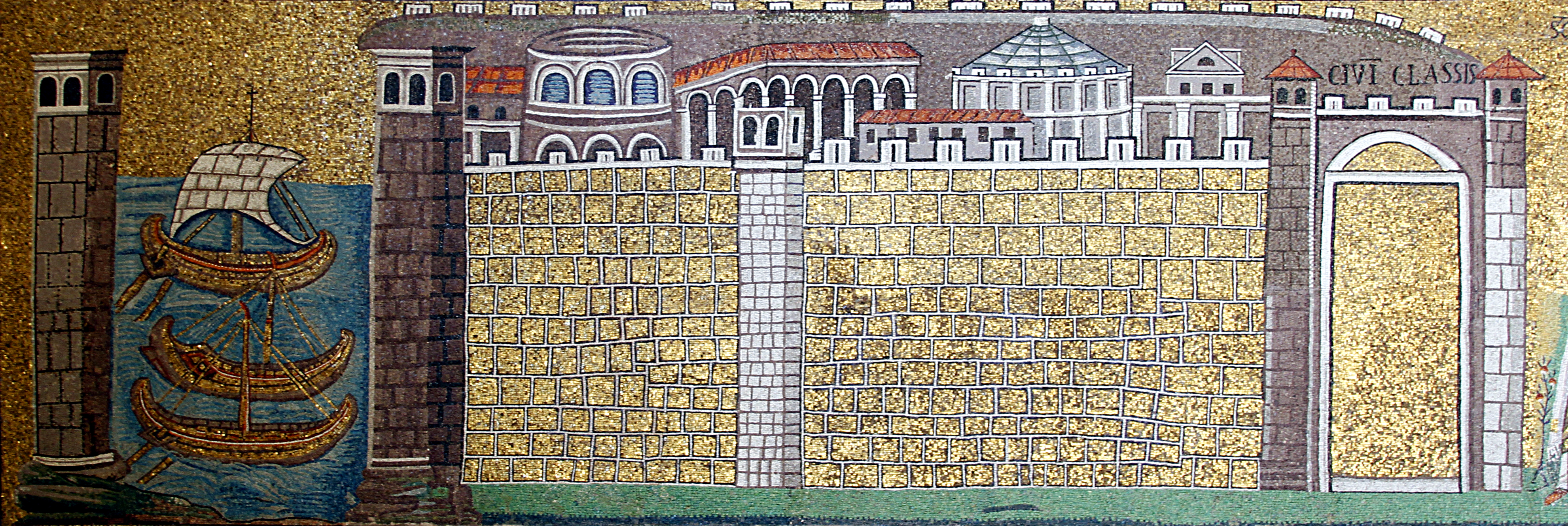
Le port de Classis

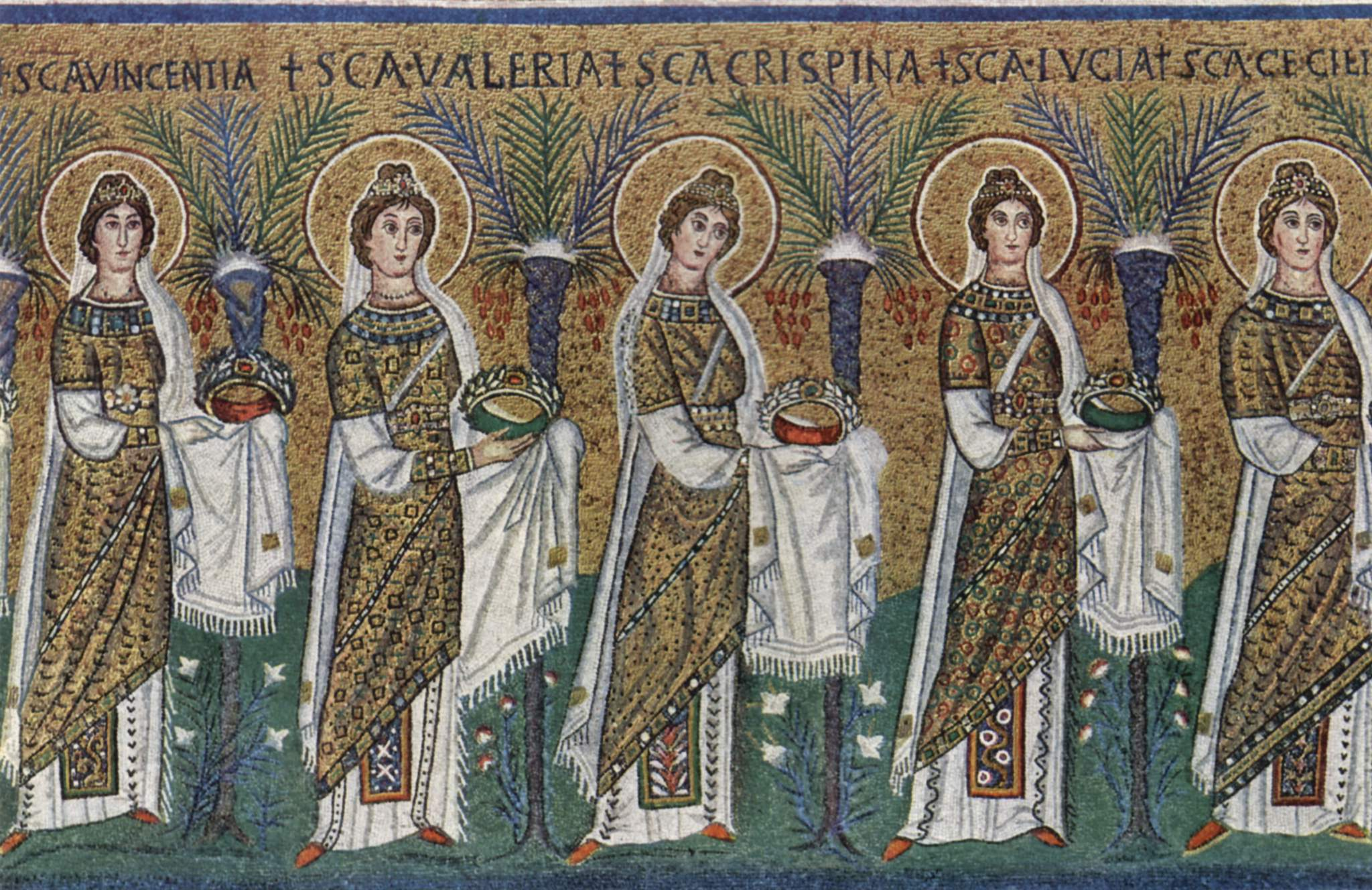
Procession des vierges

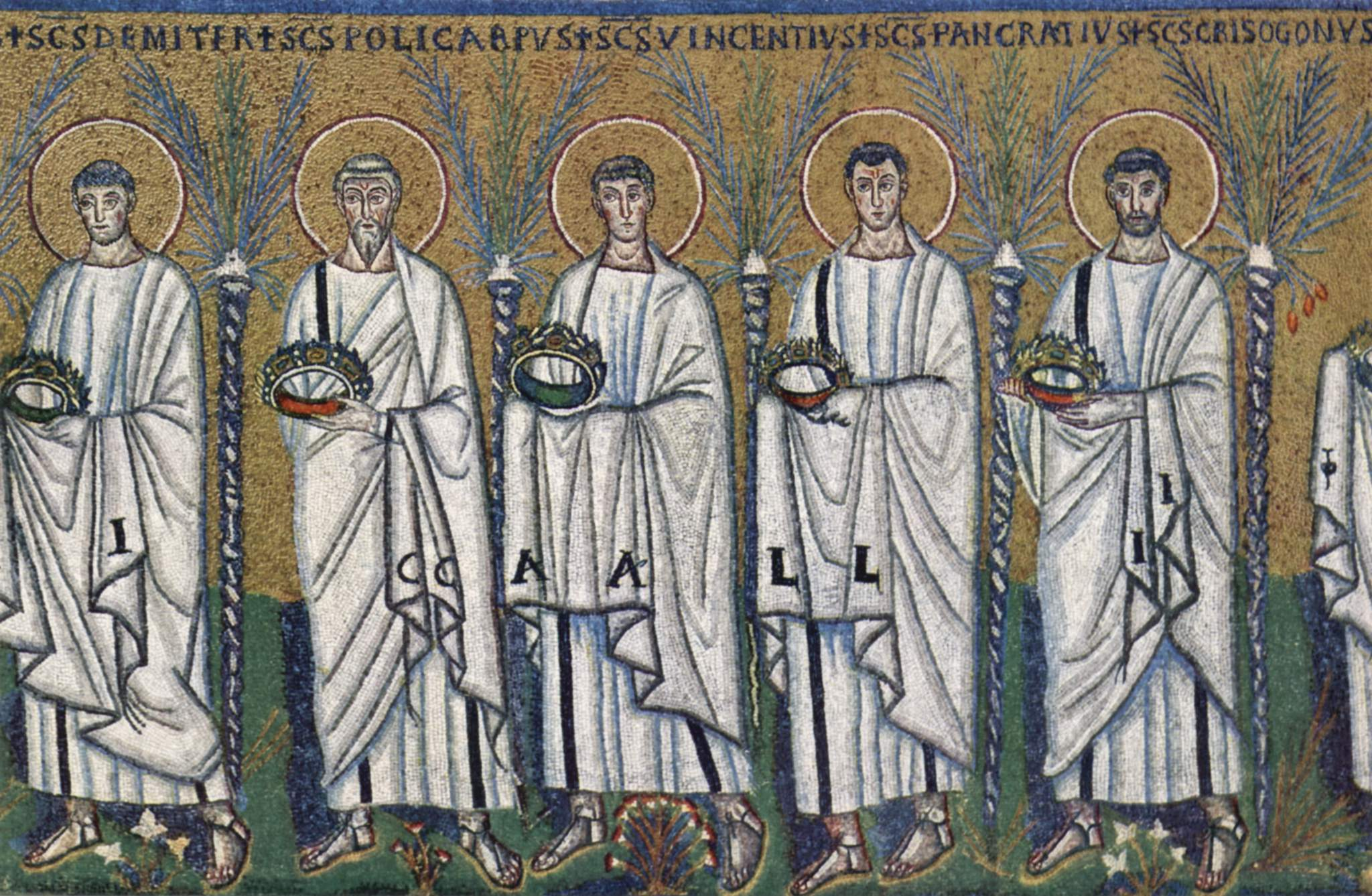
Procession des martyrs

Le bandeau gauche s'ouvre par un grand panneau figurant le port de Classis (ancien port de Ravenne, aujourd'hui ensablé à l'intérieur des terres), qui était à l'époque le plus important de tous les ports de l'Adriatique et une des places principales de la flotte impériale romaine. À gauche, trois navires superposés sont amarrés au calme, dans une inhabituelle perspective aérienne, sur un fond d'eau azuré.
Ils sont protégés des deux côtés par un haut rempart de maçonnerie bardé de tours ; puis la muraille crénelée se prolonge, abritant différents bâtiments stylisés : un amphithéâtre, un portique, un autre bâtiment civil de plan circulaire, couvert d'un toit conique, et une église à narthex. À droite, au-dessus de l'entrée de la ville, on peut lire les mots latins: CIVI(tas) CLASSIS (cité de Classis).

#### Les vierges et martyrs
Les deux longues processions des saints martyrs et vierges qui se font face, toujours au registre inférieur, réalisées lors la domination byzantine (alors que Ravenne était un exarchat dépendant de Constantinople), mettent en évidence les traits du style byzantin de l'Empire romain d'Orient : répétition des gestes et des attitudes, préciosité de l'habillement, absence de volumes et aplatissement des figures en deux dimensions, et aussi vue de front, fixité du regard, fonds monochromes éblouissants d'or, utilisation de motifs végétaux purement décoratifs et absence de plans de soutien des personnages, qui apparaissent comme flottant dans l'espace. Au bas des vêtements des martyrs figurent des lettres dont le sens n'a pas été élucidé.

## L'abside
L'abside, détruite par un séisme, a été reconstruite, et se trouve donc entièrement privée des mosaïques qui l'ornaient, sans doute dans le style de celles que l'on peut encore admirer dans la basilique Saint-Apollinaire in Classe. 
À l'entrée de l'édifice, il est toutefois possible d'observer le portrait d'un homme, réalisé aussi en mosaïques. Il s'agirait du portrait de l'empereur byzantin Justinien Ier. Celui-ci aurait été réalisé pour remplacer le portrait initialement représenté du roi Arien Théodoric Ier. 

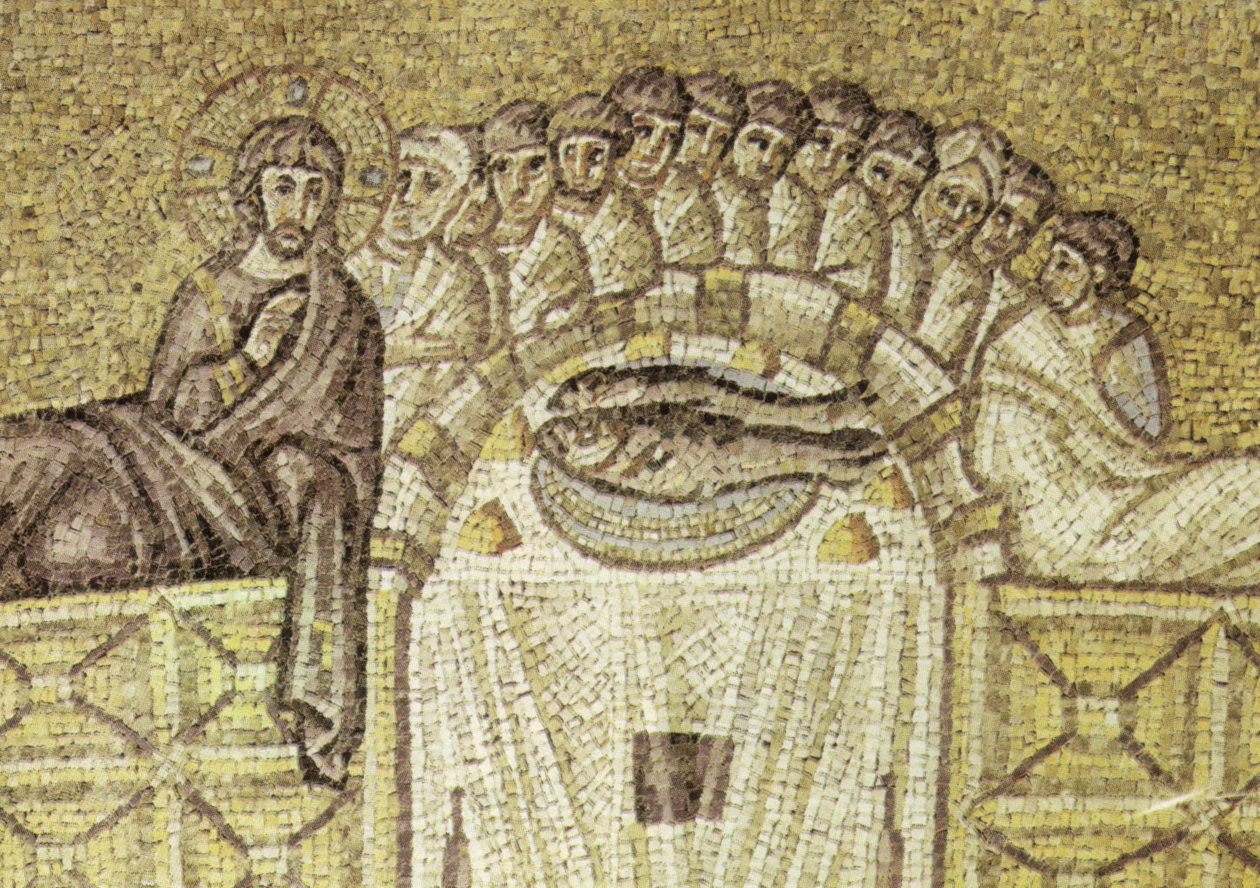
La Cène (registre supérieur)
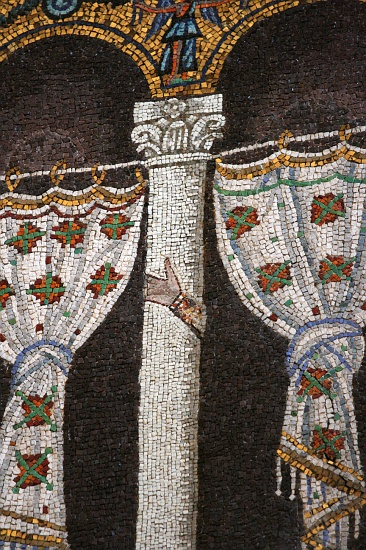
Vestiges des mains sur les colonnes du Palatium
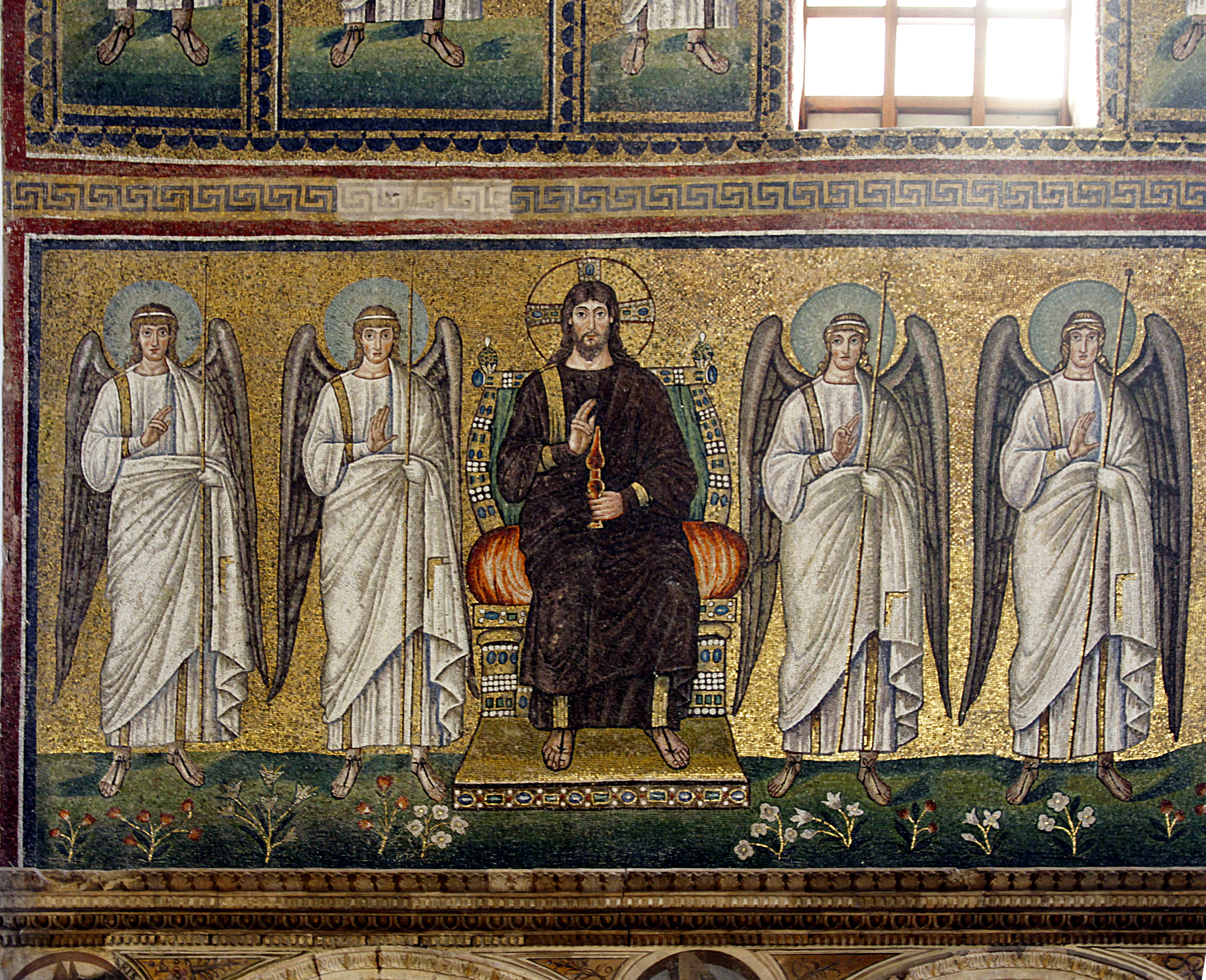
Le Christ entouré d'anges
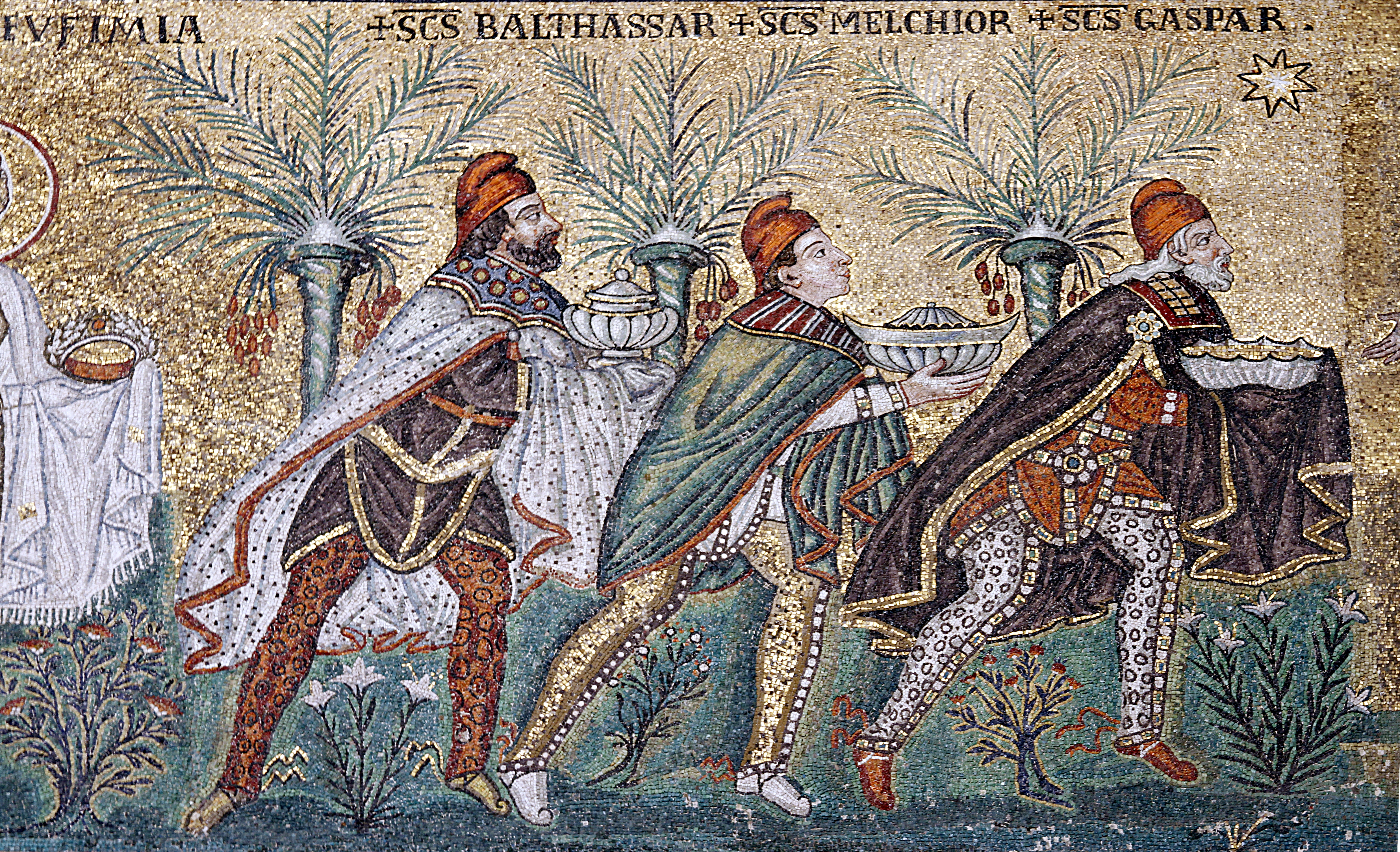
Les Rois Mages, mur gauche de la nef